# Litauische Fußballnationalmannschaft der Frauen
Die litauische Fußballnationalmannschaft der Frauen repräsentiert den baltischen Staat Litauen im internationalen Frauenfußball. Die Nationalmannschaft ist dem litauischen Fußballverband unterstellt und wird von Rimantas Viktoravičius trainiert.
Bis jetzt konnte sich die Mannschaft für kein internationales Turnier qualifizieren. Die beste Platzierung in der FIFA-Weltrangliste war Platz 60, der zwischen Dezember 2004 und November 2006 mehrmals belegt wurde. In den letzten Jahren rutschte die Mannschaft deutlich ab und erreichte im Juli 2011 mit Platz 82 die bisher schlechteste Platzierung. Die 0:17-Niederlage gegen Schottland ist eine der höchsten Niederlagen einer europäischen Mannschaft.
Die meisten Spiele wurden gegen die baltischen Nachbarn Estland und Lettland ausgetragen. Bisher gab es noch keine Spiele gegen Deutschland, Österreich und die Schweiz.
In der Vorqualifikation für die EM 2013 belegte das Team beim Turnier in Mazedonien den zweiten Gruppenplatz und konnte sich damit nicht für die eigentliche Qualifikation qualifizieren.
Auch in der Vorqualifikation für die WM 2015 belegte das Team beim Turnier im eigenen Land nur den letzten Gruppenplatz und konnte sich damit nicht für die eigentliche Qualifikation qualifizieren.
In der  Qualifikation für die EM 2021 verloren die Litauerinnen die ersten fünf Spiele und haben damit als erste Mannschaft bei noch drei ausstehenden Spielen keine Chance mehr sich für die Endrunde zu qualifizieren.

## Turnierbilanz

### Weltmeisterschaft
| - 1991: Keine Teilnahme, da Teil der Sowjetunion, die aber auch nicht teilnahm - 1995: nicht qualifiziert - 1999: von der UEFA im Vorfeld aussortiert, sie spielten bereits eine Vorqualifikation für die WM 2003 - 2003: nicht teilgenommen - 2007: nicht teilgenommen - 2011: nicht teilgenommen - 2015: nicht qualifiziert - 2019: nicht qualifiziert - 2023: nicht qualifiziert |

### Europameisterschaft
| - 1984 - 1991: Keine Teilnahme, da Teil der Sowjetunion, die aber auch nicht teilnahm - 1993: nicht teilgenommen - 1995: nicht qualifiziert - 1997: nicht teilgenommen - 2001: nicht teilgenommen - 2005: nicht teilgenommen - 2009: nicht qualifiziert - 2013: nicht qualifiziert - 2017: nicht qualifiziert - 2022: nicht qualifiziert - 2025: nicht qualifiziert |

### Olympische Spiele
Die Qualifikation erfolgte bis 2020 über die WM-Endrunde, ab 2024 über die UEFA Women’s Nations League.
| - 1996: nicht qualifiziert - 2000: Keine Möglichkeit sich zu qualifizieren - 2004: nicht teilgenommen - 2008: nicht teilgenommen | - 2012: nicht teilgenommen - 2016: nicht qualifiziert - 2021: nicht qualifiziert - 2024: Keine Möglichkeit sich zu qualifizieren |

### Nations League
- 2023/24: Liga C2 – 2. Platz, Verbleib in Liga C, da schlechtester Gruppenzweiter
- 2025: Liga C4 – 3. Platz, Verbleib in Liga C für die Qualifikation zur WM 2027

## Spiele gegen Nationalmannschaften deutschsprachiger Länder
Alle Ergebnisse aus litauischer Sicht.

### Deutschland
Bisher gab es noch keine Spiele gegen die deutsche Auswahl.

### Schweiz
In der Qualifikation für die WM 2023 kam es zu ersten Begegnungen.
| Datum              | Ort        | Ergebnis | Anlass           |
| 17. September 2021 | Thun (CHE) | 1:4      | WM-Qualifikation |
| 30. November 2021  | Vilnius    | 0:7      | WM-Qualifikation |

### Österreich
Bisher gab es noch keine Spiele gegen die österreichische Auswahl.